# Аль-Кабиси

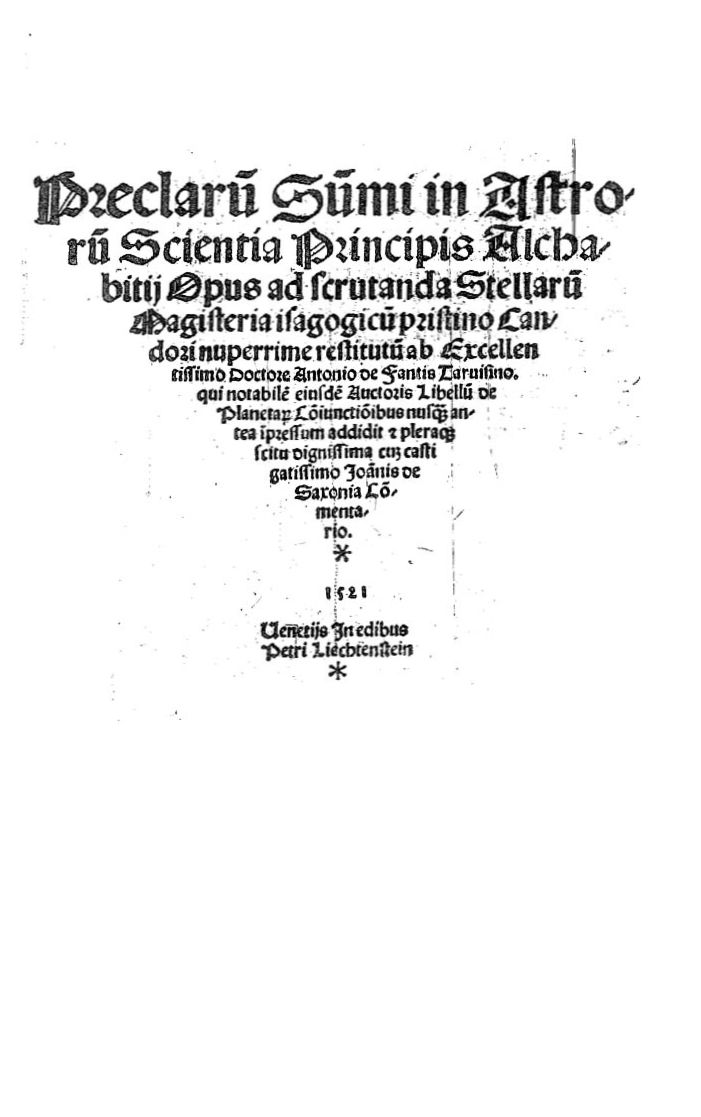
Opus ad scrutanda stellarum magisteria isagogicum, 1521

Абу́-с-Сакр Абд аль-Ази́з ибн Усма́н ибн Али́ аль-Каби́си (араб. أبو الصقر عبد العزيز بن عثمان بن علي القبيصي‎) или латинизированное Алькабитий, Алькабитиус (лат. Alcabitius) (ум.967) — арабский астролог, писатель. Автор «Введения в искусство астрологии», «основного и часто единственного» учебника, по которому в средневековых университетах преподавалась астрология. Аль-Кабиси вместе с Абу Машаром (Albumasar) в Средневековье был общеизвестным авторитетным автором по астрологии.

## Биография
Сведения о жизни Аль-Кабиси очень скудны. Его полное имя позволяет предположить, что он имел связь с Мосулом и с местечком Кабиса возле Мосула или Самарры.
Аль-Кабиси был профессиональным астрологом. Обучался астрологии и математическим наукам в Мосуле у учёного и астролога Аль-Имрани (ум. 955/956), который написал комментарий к алгебре Абу Камила, а также написал книгу «О выборе часов», в которой упоминал Аль-Кабиси. Арабский оригинал этой работы утерян, но сохранился её латинский перевод — «In electionibus horarum».
Последующие сведения о жизни Аль-Кабиси связаны с хамданидским князем независимого эмирата в Алеппо Сайф ад-Даула (945-67), при дворе которого он предположительно занимал какую-то официальную должность, пребывая там вместе с большим количеством других людей из мира науки и искусств. Аль-Кабиси посвятил эмиру не менее четырёх своих работ. Никому другому он своих работ не посвящал.
Главный труд Аль-Кабиси, которому он обязан своей репутацией, это «Введение в искусство астрологии» (араб. المدخل إلى صناعة أحكام النجوم‎). Сохранилось не менее 25 манускриптов этой книги на арабском языке и более двухсот на латыни. К латинскому изданию «Введению…», которое было переведено на ряд европейских языков, было написано несколько комментариев. Репутация «Введения…» в исламском мире была столь высокой, что Аль-Байхаки, биограф Аль-Кабиси, живший в XI веке, писал, что среди трудов о звёздах оно — как «Хамаса» в поэзии.
Среди других работ Аль-Кабиси:(араб. ‎)
- «Трактат о проверке тех, кто называет себя астрологами» (араб. رسالة في امتحان المنجمين‎), содержавший тридцать вопросов, проверяющих познания астрологов в их профессии.
- «Книга о подтверждении [обоснованности] астрологического ремесла» (араб. كتاب في إثبات صناعة أحكام النجوم‎) — ответ на критику астрологии, рукопись работы не сохранилась.
- «Сомнения в Альмагесте» (араб. شكوك المجسطي‎) — несохранившаяся книга с ещё одним корпусом проверочных вопросов к «полноценному астрологу».
- «Книга о намударах» — посвящена методам, которыми можно построить гороскоп, когда точное время рождения неизвестно.